# رامین رحیمی
رامین رحیمی آهنگساز و پرکاشنیست ایرانی است و عضو گروه Angband است.

## زندگی‌نامه
وی در تهران متولد شد و چند سال به عنوان نوازنده ویلنسل با ارکستر سمفونی تهران همکار کرد.
او در سال ۱۳۶۹ گروه پرکاشن «تپش» را تأسیس کرد که شامل ۲۵ نفر بود.
او در سال ۱۳۸۶ به گروه Angband پیوست. یک سال بعد آلبوم «خیزش از آپادانا» (Rising from Apadana) از این گروه منتشر شد.
او همچنین در سال ۱۳۸۸ روی آلبوم بعدی Angband به نام "Visions of the Seeker" همکاری کرد.
از او همچنین دو آلبوم انفرادی بر پایه سازهای ضربی به نام‌های (Iranian Percussion) و (The Pulse of Persia) منتشر شده‌است.

## آلبوم‌ها

### آلبوم‌های تک نفره
- Iranian Percussion از ARC Music
- The Pulse of Persia از ARC Music

### با گروهAngband
- Rising from Apadana از Pure Steel Records
- Visions of the Seeker از Pure Steel Records

### سایر
- Masters of Percussion Vol.3 از ARC Music

## پیوندهای مرتبط
- Ramin Rahimi at Facebook
- ARC Music
- Angband در مای‌اسپیس
- Angband at Facebook
- Watch Video at Youtube در یوتیوب
- صفحه انگلیسی در ویکی‌پدیا